# 7 uczuć
7 uczuć – polski film fabularny w reżyserii Marka Koterskiego z 2018 r.

## Fabuła
Adaś Miauczyński powraca do czasów swojego dzieciństwa, kiedy miał spory problem z nazywaniem towarzyszących mu wtedy emocji. Aby poprawić jakość swego dorosłego już życia, postanawia powrócić do tamtego okresu, by nauczyć się przeżywania siedmiu podstawowych uczuć.

## Obsada
Źródła: Filmpolski.pl, Telemagazyn
- Michał Koterski – Adaś Miauczyński
- Marcin Dorociński – Aldek Sałacki
- Katarzyna Figura – Gosia Starecka
- Małgorzata Bogdańska – Zosia Muszyńska
- Gabriela Muskała – Weronika Porankowska
- Maria Ciunelis – Teresa Prawicz
- Andrzej Mastalerz – Bolechowski
- Tomasz Karolak – Jurek „Gruby”
- Andrzej Chyra – Ryszek Gott
- Robert Więckiewicz – Miki, brat Adama
- Cezary Pazura – kolega Mikiego
- Zbigniew Rola – kolega Mikiego
- Marcin Kwaśny – geograf
- Ilona Ostrowska – wychowawczyni
- Sonia Bohosiewicz – woźna
- Dorota Chotecka – historyczka
- Tomasz Sapryk – dyrektor szkoły
- Maja Ostaszewska – mama Adasia i Mikiego
- Adam Woronowicz – Lucjan, tata Adasia i Mikiego
- Magdalena Berus – mama „Grubego”
- Joanna Kulig – mama Gosi Stareckiej
- Marta Chodorowska – macocha Ryszka
- Piotr Gąsowski – tato Ryszka
- Magdalena Cielecka – mama Aldka
- Piotr Tołoczko – tato Weroniki
- Katarzyna Maria Zielińska – mama Zosi
- Mateusz Banasiuk – Marunio, brat Zosi
- Karolina Porcari – sąsiadka Miauczyńskich
- Hanna Śleszyńska – sąsiadka Miauczyńskich
- Łukasz Simlat – docent Ludwik
- Izabela Dąbrowska – pani Dana, żona docenta
- Edyta Herbuś – pani Aga
- Marcela Leszczek – panna Krysia, opiek. Adasia
- Violetta Arlak – sąsiadka Zosi
- Cezary Żak – konduktor
- Krystyna Czubówna – terapeutka (tylko głos)
- Dariusz Karpiński – uczeń „Koniu”
- Tomasz Krzemieniecki – uczeń „Byku”
- Anna Wojton – rozwydrzona dziewczyna
- Katarzyna Pefew – dziewczyna z lekkim zezem
- Leszek Wiśniewski – „Starter”
- Lena Kozłowska – dziewczynka
- Andrzej Mańkowski – uczeń w klasie
- Wojciech Jezierski – uczeń w klasie
- Bogdan Biegaj – uczeń w klasie
- Maciej Rodziewicz – uczeń w klasie
- Adam Suda – uczeń w klasie
- Artur Rzeszotek – uczeń w klasie
- Agata Wasilewska – uczennica w klasie
- Agnieszka Sadowska – uczennica w klasie
- Beata Wójcik – uczennica w klasie
- Ewa Masenek – uczennica w klasie
- Ewa Sacewicz – uczennica w klasie
- Wanda Wasilewska – uczennica w klasie
- Ewa Nurzyńska – uczennica w klasie
- Dagmara Mataczyńska – uczennica w klasie
- Maria Jabłońska – uczennica w klasie
- Grażyna Nurzyńska – uczennica w klasie

## Nagrody
Film otrzymał dwie nagrody podczas Festiwalu Polskich Filmów Fabularnych w Gdyni w kategoriach: „Nagroda specjalna jury młodzieżowego”. Został nagrodzony również Złotym Szczeniakiem podczas Festiwalu Aktorstwa Filmowego im. Tadeusza Szymkowa za najlepszą drugoplanową rolę kobiecą (Gabriela Muskała) i najlepszą pierwszoplanową rolę męską (Michał Koterski).